# Фальк, Георг
Георг Фальк (нем. Georg Falck; 10 августа 1878, Ландек, Западная Пруссия — 22 мая 1947, Нью-Йорк, США) — немецкий архитектор.

## Биография
Георг Фальк родился в западной Пруссии в богатой еврейской семье. Изучал архитектуру в Берлине, Германия, но с 1907-го жил и работал в Кёльне, Германия, где осуществил примерно 200 архитектурных проектов. В 1933-м году он и его семья бежали в Голландию. В Амстердаме они скрывались до конца войны. Фальк скончался в больнице в Нью-Йорке через шесть недель после того, как он и его семья иммигрировали в США.